# Continental Mark VI
Der Continental Mark VI ist ein Oberklassefahrzeug, das von dem amerikanischen Automobilhersteller Ford Motor Company von 1980 bis 1983 produziert und über die Lincoln-Mercury-Division vertrieben wurde. Er war die vierte Generation einer 1968 mit dem Continental Mark III begründeten Baureihe von Luxusmodellen, die als Mark Series bezeichnet wird und die oberhalb der Lincoln-Modelle positioniert war. Der Mark VI war das einzige Modell der Mark Series, das nicht nur als Coupé, sondern auch als Limousine angeboten wurde. Er war technisch eng mit dem zeitgenössischen Lincoln Continental verwandt und unterschied sich von ihm durch kleinere Karosserieretuschen und durch eine deutlich aufgewertete Ausstattung. 

## Nomenklatur
Hersteller des Continental Mark VI war die Lincoln-Mercury Division der Ford Motor Company. Wie bei den Vorgängern Mark III, Mark IV und Mark V wurde der Mark VI offiziell als Continental Mark VI vermarktet. Damit knüpfte Ford bei diesem Modell an die Tradition der Continental Division an, die von 1956 bis 1960 eine eigenständige Konzerntochter war und hochwertige Luxusfahrzeuge herstellte. Die Bezugnahme auf die Continental Division erfolgte aus Marketinggründen, um so die Exklusivität des Mark VI zu dokumentieren.
Anlass zu Missverständnissen besteht insoweit, als Ford den Begriff Continental (ohne den Zusatz „Mark“) seit 1961 zusätzlich auch als reine Modellbezeichnung für die Lincoln-Modellreihe verwendete. Diese Fahrzeuge, die unterhalb der Continental-Mark-Reihe positioniert waren, erhielten die Markenbezeichnung Lincoln und hießen Lincoln Continental. Der Mark VI war aus der Continental Mark Series das einzige Modell, welches mit den Lincoln Continental-Modellen aus technischer Sicht Gemeinsamkeiten aufwies.

## Entstehungsgeschichte
Infolge der Zweiten Ölkrise war die Ford Motor Company ebenso wie ihre Konkurrenten dazu gezwungen, ihre Modelle künftig ökonomischer zu gestalten, d. h. vor allem Abmessungen und Gewicht zu reduzieren. Lincolns Standardmodelle, der Lincoln Continental Sedan und das Lincoln Continental Coupé, vollzogen diesen Schritt als letzte Modelle der „Full-Size-Klasse“ Ende 1979. Sie basierten auf der im Modelljahr 1978 eingeführten Panther-Plattform des Ford-Konzerns, die zuvor bereits für die verkleinerten Modelle Ford LTD und Mercury Marquis verwendet worden war. 
Bei der zeitgleich erforderlichen Neugestaltung des Mark-Modells bot sich – anders als bei den vorangegangenen Serien – ein Rückgriff auf die Technik des Ford Thunderbird nicht an: Der Thunderbird der Box-Bird-Generation war zum Modelljahr 1980 seinerseits neu gestaltet worden und nutzte nun die sogenannte Fox-Plattform des Ford Fairmont. Infolge dieses Downsizings war der Thunderbird nur noch 5 Meter lang und gehörte nach amerikanischen Maßstäben bereits in die Compact-Klasse. Um die Oberklassenzugehörigkeit der Mark-Modelle zu belegen, waren ungeachtet des auch hier erforderlichen Downsizings größere Außenmaße erforderlich. Daher wurde der Mark VI wie auch der zeitgenössische Lincoln Continental auf der aktuellen Panther-Plattform aufgebaut. Durch diesen konzeptionellen Ansatz hat der Mark VI einen Sonderstatus in der Geschichte der Baureihe; spätere Serien nahmen diesen konzeptionellen Ansatz nicht wieder auf. Eigenständig war auch die Entscheidung, den Mark VI als Coupé und als Limousine anzubieten.

## Modellbeschreibung

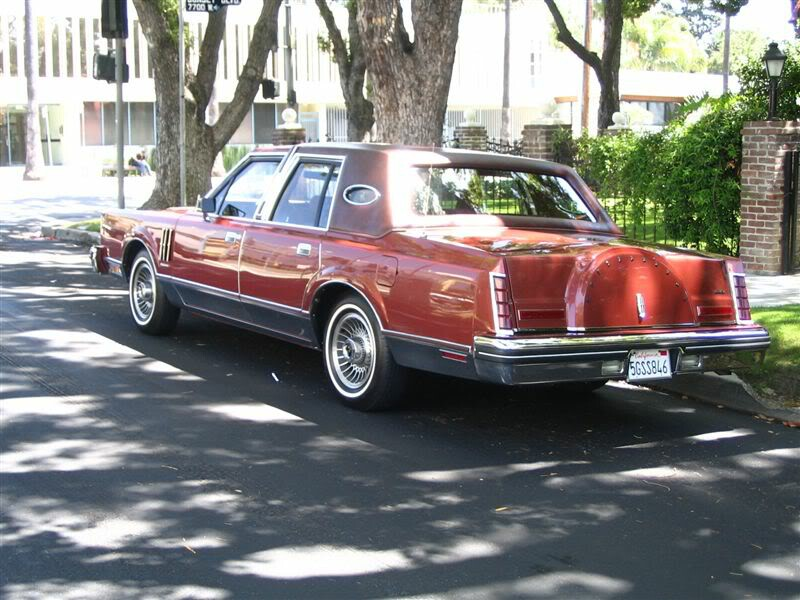
Die übliche Wölbung im Kofferraumdeckel: Heckpartie des Continental Mark VI

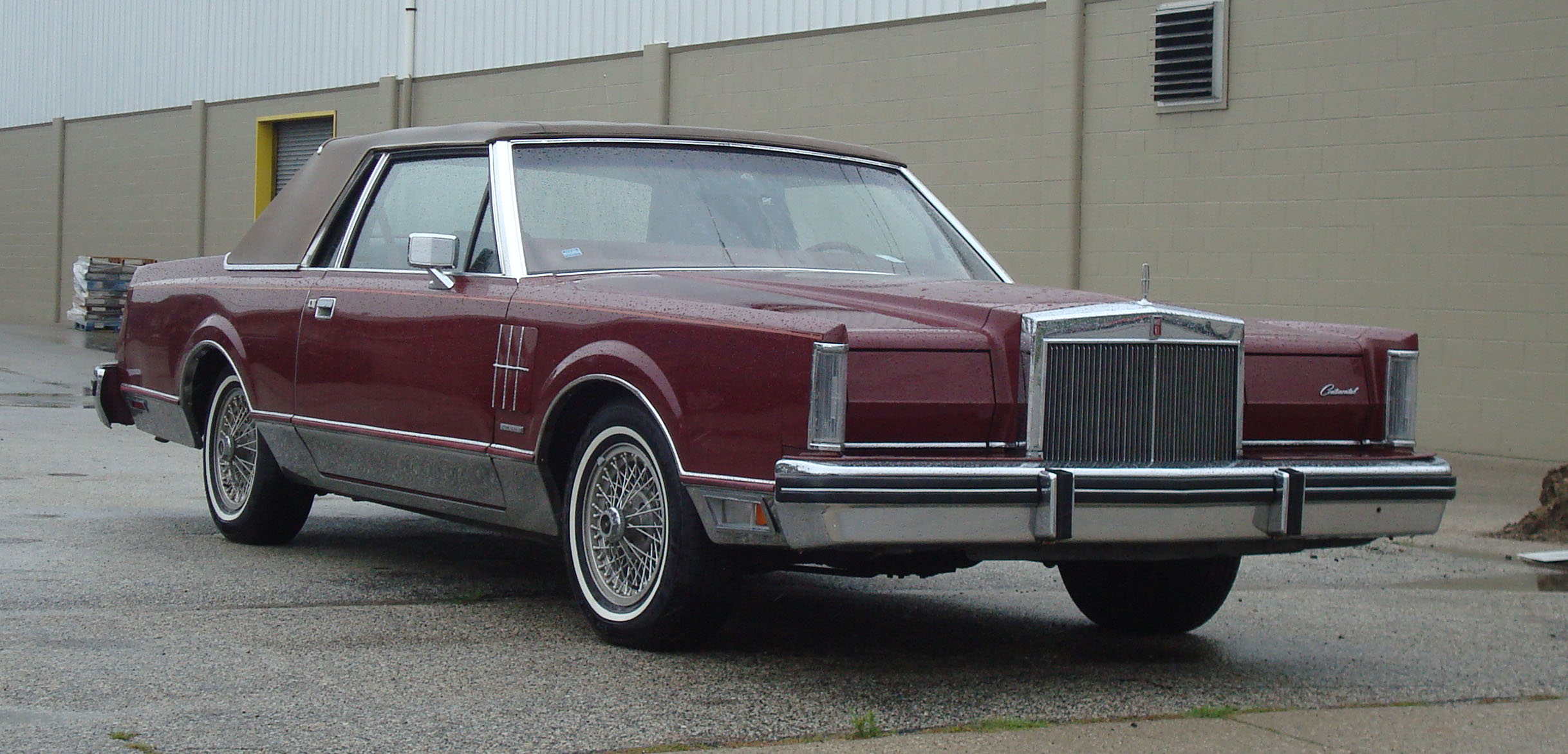
Klappscheinwerfer wie bereits bei den Vorgänger-Modellen: Frontpartie des Continental Mark VI

In konstruktiver Hinsicht war der Mark VI mit dem Lincoln Continental identisch. Beide Modelle teilten nicht nur die Technik, sondern auch die meisten Karosserieteile. Ein wesentlicher Unterschied bestand allerdings im Radstand der Coupés: Während das Mark-VI-Coupé auf einem gegenüber dem Mark-VI-Viertürer um 76 mm kürzeren Radstand beruhte, der dem der zweitürigen Versionen des Ford LTD entsprach, baute das (nur in geringen Stückzahlen verkaufte) Lincoln Continental-Coupé auf dem längeren Radstand der Limousine auf. 

### Fahrwerk
Durch den Rückgriff auf die Panther-Plattform fiel der Mark VI deutlich kleiner aus als sein Vorgänger. Gegenüber dem Mark V verkürzte sich die Länge um 450 mm; zugleich waren die neuen Modelle um bis zu 400 kg leichter.

### Karosserie
Äußerlich unterschieden sich der Mark VI und der Lincoln Continental vor allem durch die Gestaltung der Frontpartie; daneben gab es weitere, zumeist im Bereich der Kosmetik liegende Stylingunterschiede. Während der Continental zwei offen stehende Doppelscheinwerfer verwendete, waren die Rundscheinwerfer des Mark VI im Ruhezustand hinter einer in Wagenfarbe lackierten Metallabdeckung verborgen. Zudem war der Kühlergrill des Mark VI geringfügig anders gestaltet. Ein weiteres Unterscheidungsmerkmal des Mark VI waren stilisierte, d. h. funktionslose Lüftungsöffnungen in den vorderen Kotflügeln. Die Dachpartie des Mark VI war üblicherweise mit Vinyl bezogen und im Stil eines Cabriodachs gestaltet; einige Ausführungen hatten dabei ein ovales, Opera Window genanntes Fenster in der C-Säule. Schließlich verwendete auch diese Ausführung des Mark VI eine stilisierte Reserveradabdeckung auf dem Kofferraumdeckel.  

### Antriebstechnik
Als Antriebsquelle verwendete der Mark VI weiterhin V8-Motoren, allerdings war der Hubraum gegenüber den Vorgängermodellen deutlich verkleinert worden. Anfänglich standen Achtzylindermotoren mit Hubräumen von 4,9 oder 5,8 Litern zur Verfügung; das Leistungsangebot reichte von und 131 bis 142 PS. Ab dem Modelljahr 1981 entfiel der größere Motor; zugleich stieg die Leistung des 4,9 Liter großen Triebwerks auf 147 PS. Die Kraftübertragung erfolgte durch eine neue Viergangautomatik, bei der es sich im Grunde um eine herkömmliche Dreigangautomatik handelte, der ein extra langer vierter Gang mit einer Übersetzung von 0,67 : 1 angefügt worden war.

## Designer-Serien
Lincoln verfolgte auch bei dieser Serie das seit Langem etablierte Konzept der Sonder- und Designer-Editionen. Neben den Grundmodellen gab es eine Signature Series, die eine deutlich umfangreichere Serienausstattung aufwies. Die Designer-Editionen dienten der weiteren Individualisierung der Fahrzeuge. Hier wurden exklusive Kombinationen aus Lackierung und Innenausstattung angeboten, die ungeachtet des Umstandes, dass vielfach europäische Designer ihre Namen hierfür hergaben, erkennbar auf den amerikanischen Geschmack zugeschnitten waren. Im Laufe der Jahre gab es Versionen von Cartier, Emilio Pucci, Bill Blass und Hubert de Givenchy. Die Zusammenstellung der Farbmuster wechselte von Jahr zu Jahr. 

## Preise
Die Mark VI-Modelle gehörten zu den teuersten amerikanischen Fahrzeugen. Das Mark VI-Coupé wurde 1980 in seiner Basisversion für 16.300 $ angeboten (3.000 $ mehr als das technisch identische Continental Coupé). Ausgestattet als Signature Series, kostete das Auto 21.900 $; die Modelle der Designer Series waren nochmals teurer. Zum Vergleich: Ein Cadillac Fleetwood Brougham Coupé kostete zur gleichen Zeit 15.300 $. Der Ford Fairmont, das erfolgreichste Auto des Jahres 1980, wurde für etwa ein Drittel dieses Preises angeboten.

## Produktion
Vom Continental Mark VI wurden in vier Jahren rund 134.000 Exemplare hergestellt, davon etwa 69.000 Viertürer. Auf dem heimischen Markt konkurrierte der Mark VI vor allem mit dem Cadillac Eldorado, der 1979 vorgestellt worden war. Er war etwa 30 cm kürzer als der Mark VI und hatte mit seinem Frontantrieb eine fortschrittlichere Technik. Während des gemeinsamen Produktionszeitraums war der Eldorado erfolgreicher als der Mark VI.
Die Produktion verteilt sich auf die einzelnen Modelljahre wie folgt:
| Modelljahr | Continental Mark VI | Continental Mark VI | Continental Mark VI | Cadillac Eldorado |
| ---------- | ------------------- | ------------------- | ------------------- | ----------------- |
|            | Coupé               | Sedan               | Summe               |                   |
| 1980       |                     |                     | 38.891              | 52.683            |
| 1981       | 18.740              | 17.958              | 36.698              | 60.643            |
| 1982       | 11.532              | 14.804              | 26.336              | 52.018            |
| 1983       | 12.743              | 18.113              | 30.856              | 67.416            |